# Herrnschrot
Herrnschrot ist ein Gemeindeteil des Marktes Stammbach im Landkreis Hof (Oberfranken, Bayern). Herrnschrot liegt in der Gemarkung Gundlitz. Der Ort ist noch überwiegend landwirtschaftlich geprägt. Es werden auch Hunde und Pferde gezüchtet. Etwas außerhalb, am westlichen Ortsrand, befindet sich das Waldkloster Muttodaya und ein buddhistischer Verlag, der z. B. Bücher von Hellmuth Hecker publiziert hat.

## Geografie
Der Weiler besteht aus drei Siedlungen. Sie liegen in einem Waldgebiet östlich des Siebengrünbaches (im Unterlauf Weißenbach genannt), einem rechten Zufluss der Schorgast. Haus Nr. 51 ist über einen Anliegerweg erreichbar, der 0,3 km nordöstlich zur Kreisstraße HO 22 führt. Die übrigen Anwesen sind über einen Anliegerweg erreichbar, der 0,8 km nordöstlich nach Gundlitz zur HO 22 führt.

## Geschichte
Herrnschrot wurde 1820 erstmals schriftlich erwähnt. Der Ort wurde auf dem Gemeindegebiet von Marienweiher gegründet. 1837 wurde Herrnschrot der neu gebildeten  Gemeinde Gundlitz überwiesen. Im Zuge der Gebietsreform in Bayern wurde Herrnschrot am 1. Januar 1978 nach Stammbach eingemeindet.

### Einwohnerentwicklung
| Jahr      | 1849  | 1861  | 1871  | 1885   | 1900   | 1925   | 1950   | 1961   | 1970   | 1987  |
| Einwohner | 80    | 75    | 79    | 61     | 44     | 30     | 37     | 34     | 23     | 17    |
| Häuser    |       |       |       | 8      | 8      | 8      | 8      | 8      |        | 8     |
| Quelle    | [ 5 ] | [ 8 ] | [ 9 ] | [ 10 ] | [ 11 ] | [ 12 ] | [ 13 ] | [ 14 ] | [ 15 ] | [ 1 ] |

## Religion
Herrnschrot ist gemischt konfessionell. Die Katholiken sind nach St. Jakobus der Ältere (Marktschorgast) gepfarrt, die Protestanten nach St. Maria (Stammbach).